# 池田栄町商店街
池田栄町商店街（いけださかえまちしょうてんがい）は、大阪府池田市にある商店街である。単に栄町商店街とも呼ばれ、またサカエマチ商店街とも表記される。

## 概要
当商店街は、サカエマチ1番街およびサカエマチ2番街からなり、1番街は阪急宝塚本線の池田駅から徒歩1分ほどのところにある。池田駅前交差点から北へ伸びる栄町通り線のうち、同交差点から栄町地域の北端までの範囲にサカエマチ1番街が展開しており、栄町地域の北に隣接する栄本町地域の南端から栄町通り線と本町通り線の交差点に至るまでの範囲にサカエマチ2番街が展開している。
全長は、およそ330メートルである。当商店街の南端部は、国道176号に面している。サカエマチ1番街とサカエマチ2番街の間を槻木大和線が通っている。池田栄町商店街振興組合が設立されており、2009年（平成21年）10月9日に地域商店街活性化法の認定を受けている。

## 歴史
当商店街のある地域は、もともと田中町と呼ばれており、当商店街は田中町商店街、栄町通りは田中町通りと呼ばれていた。田中町の集落の周囲には、田んぼが広がっていた。1910年（明治43年）、大阪から池田を経て宝塚に至るまでの間に箕面有馬電気軌道（現在の阪急電鉄）が開通され、1932年（昭和7年）、大阪から池田に至るまでの間に府道（現在の国道176号）が開通されると、それまで新町や本町にあった池田の商業中心地が、池田駅前地域の北側の田中町に移動し、田中町商店街が形成された。
1930年（昭和5年）の秋には、いとや百貨店（糸屋百貨店）が天理教教会の跡地に完成されている。1941年（昭和16年）、いとや百貨店が閉店される。1944年（昭和19年）、田中町が栄町に改称される。1951年（昭和26年）、鈴蘭灯が設置される。1959年（昭和34年）、アーケードが設置される。1987年（昭和62年）、カラー舗装が実施される。2000年（平成12年）2月、旧NTT池田営業所ビルが「いけだ・さわやかビル」という愛称で開設される。
2005年（平成17年）8月5日、いけだサンシー株式会社による施設「引札屋」が1番街に開設される。2009年（平成21年）4月、池田市立3R推進センター（エコミュージアム）が旧いけだ・さわやかビルの1階に開設される。

## 構成

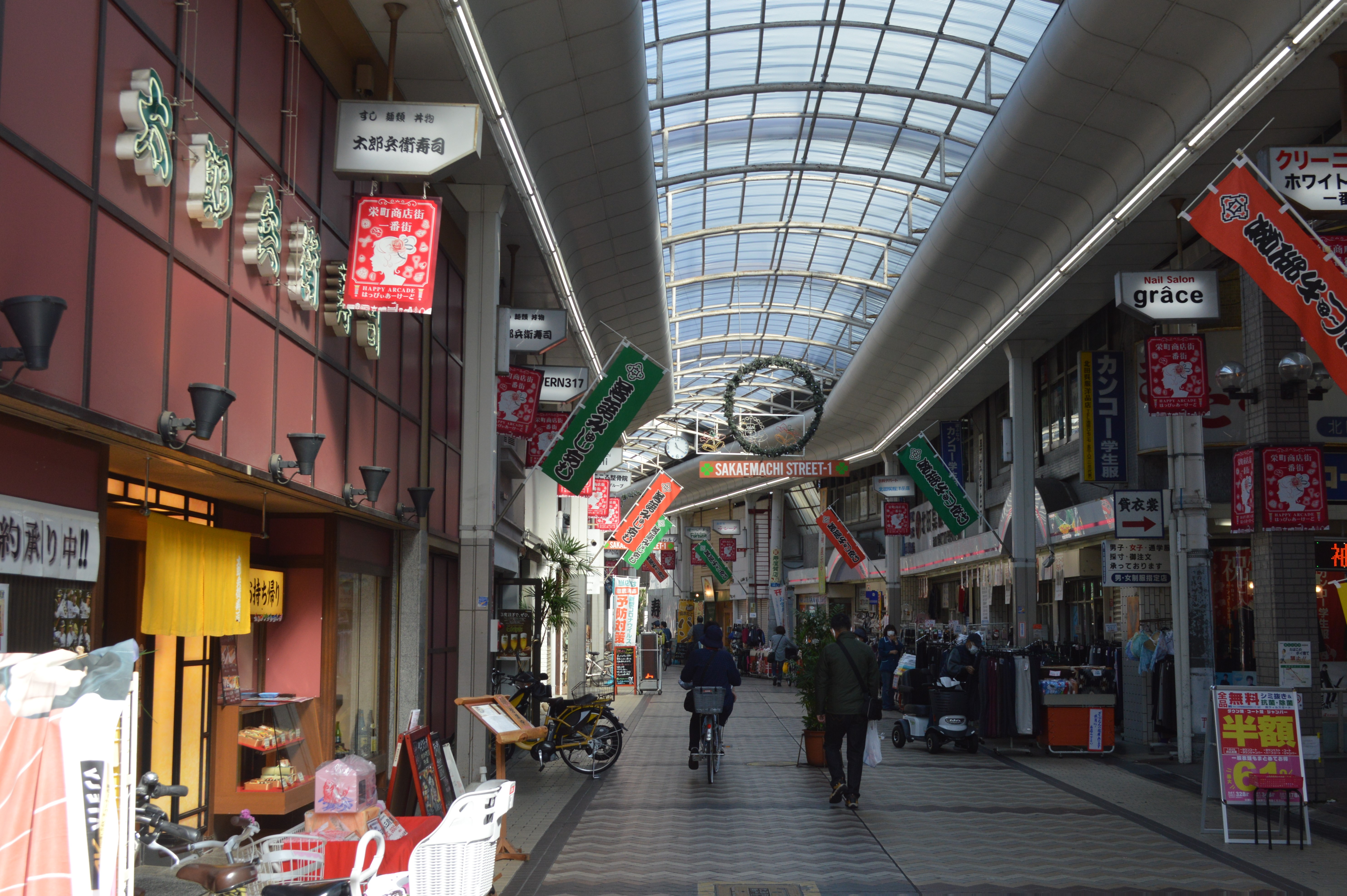
サカエマチ1番街の内部
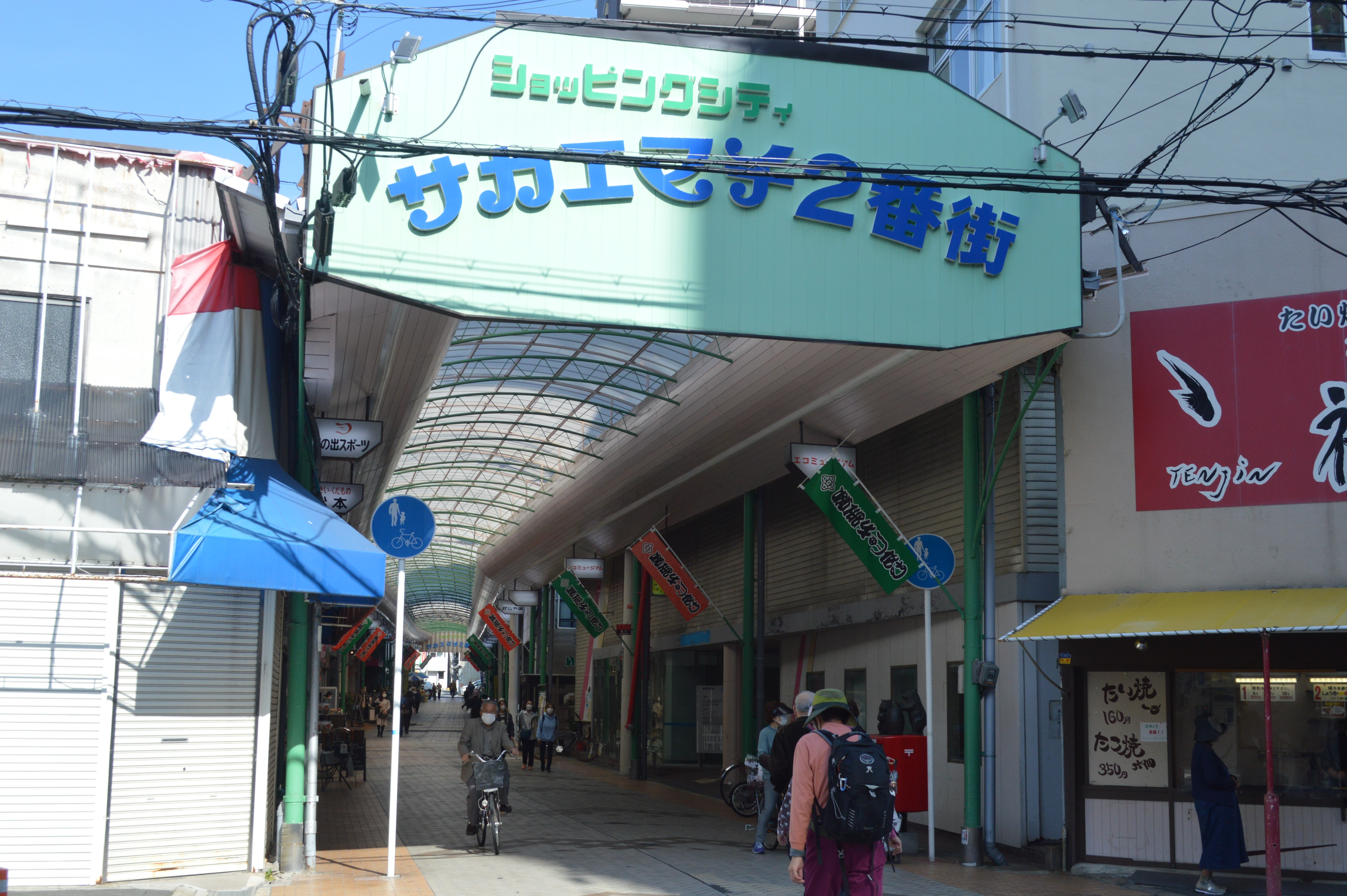
サカエマチ2番街の入口
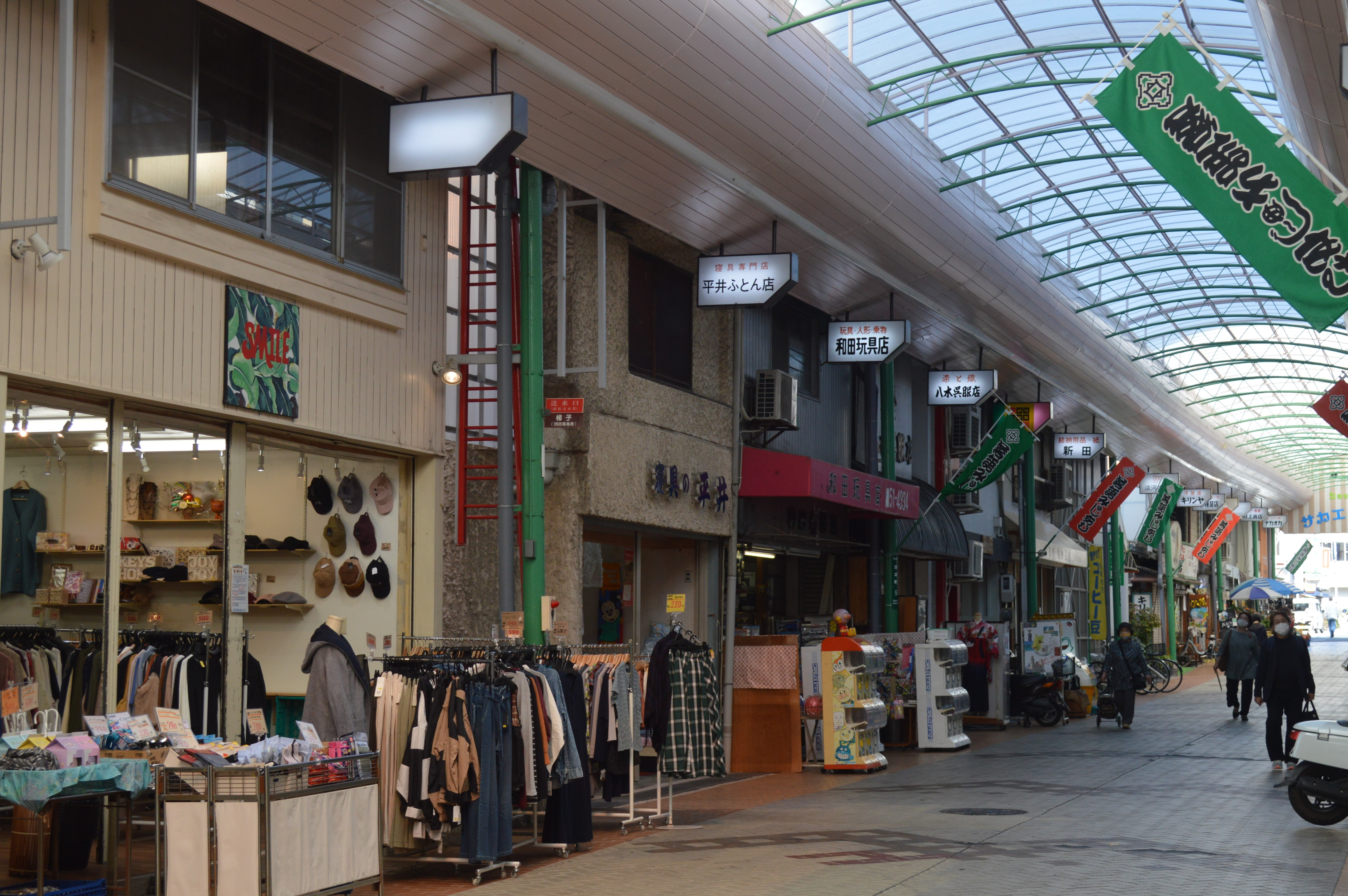
サカエマチ2番街の内部

サカエマチ1番街
- いわ寿し
- お好み焼きチェリィー
- お好み焼 鉄板焼 開化亭
- カフェバール poco a poco
- 関関COLORS
- 北田呉服洋品店
- 串かつ まつり
- くだもんや中田
- 笑福中華 恵美寿
- ポペット - ペットショップ
- 持ち帰り専門 お好み焼き てまり
- 和牛専門店 肉のマル福

サカエマチ2番街
- 池田きんとき
- 池田珈琲屋さん
- 今井種苗店
- おうご歯科
- カフェ ミナツキ
- サツキ薬局
- 新田紙・結納品店
- 風流たこ焼 ひばり
- 村上商店 - 八百屋
- 麺惣 更科
- ローソンストア100 池田栄本町

かつて存在した施設
- 池田市立3R推進センター（エコミュージアム） - 菅原町に移転
- いとや百貨店
- さつき

- サカエマチ1番街の内部
- サカエマチ2番街の入口
- サカエマチ2番街の内部